# 波多野重太郎
波多野 重太郎（はたの しげたろう、1875年（明治8年）10月30日 - 1958年（昭和33年）8月18日）は日本の出版人、巖松堂書店（現・巖松堂出版株式会社）創業者。

## 略歴
静岡県引佐郡都田村（現・浜松市）で波多野紋太郎の長男として生まれた。20歳で上京、1901年ごろ麻布十番で古書店を始め、1904年に神田古書店街に進出して巖松堂書店を創業。1908年に版元として伊地知茂七の『露西亜小史』や川島信太郎の『外交官受験提要』などを出版、1923年に株式会社化、法律書や経済・商業書にも進出した。また弟の重五郎は兄弟店の三書樓を任され、これがのちに巖松堂書店出版部となった。
1934年に月刊誌『むらさき』を立ち上げ、重太郎を編集兼発行者として紫式部学会の協力で発行を続けた。紫式部学会は国文学を通じて日本婦人の教養と祖国報恩を目的にした学会で、藤村作や久松潜一、池田亀鑑という当時の錚々たる国文学者が名を連ねていたが、誌面には淡谷のり子や岡本かの子など当時の人気歌手、女流作家も起用している。雑誌統廃合政策により今井邦子の歌誌「明日香」等と合併して「藝苑」となったが1953年に終刊。
商売としての古書に限らない貴重な古書文献の蒐集家としても知られ、柳田國男が重太郎の手による『古書籍在庫目録日本志篇』の巻頭執筆に際し、「其の未だ老いざる精力を蒐集に傾注して、忽ち此様な所蔵目録を、世に誇り示す腕になつたのである」「以前の私の比較研究などは、甚だ目先の見えぬ話であつたといふべきだ」と称賛している。また古書店の買い入れのため地方都市や朝鮮、満州に「生かせ古本」というキャッチフレーズで支店を拡大した。
長男は巖松堂書店2代目社長の波多野一、次男は心理学者、文学博士の波多野完治。1947年、戦争協力の責を問われた一が追放されたため、重太郎が再び社長となるも1949年に倒産、完治の妻、波多野勤子により再建、巌松堂東京本社となり、出版部門は加藤美智が引き継いで巖松堂出版として存続した。
1958年8月18日死去。
東京高等工業学校教授の波多野重太郎（はたの しげたろう、1853年 - 1940年）とは同姓同名の別人。

## 主な編書
- 『ポケット朝鮮語学捷径』（巌松堂京城店、1915年）
- 『大戦時代ノ世界海運（逓信省管船局編・巖松堂書店、1922年）
- 『日支移民問題の解剖 : 對米』（中島九郎著・巖松堂書店、1924年）
- 『法學通論』（金森徳次郎著・巖松堂書店、1923年）
- 『國體論』（遠藤隆吉著・巖松堂書店、1924年）
- 『勞働經濟論（北沢新次郎著・巖松堂書店、1925年）
- 『政治学の任務と対象 政治学理論の批判的研究』（蠟山政道著・巖松堂書店、1925年）
- 『百人一首講義』（紫式部學會出版部、1935年）
- 『郷土科学の方法』（巖松堂書店、1936年）

## 伝記
- 『追憶 巌松堂書店主 波多野重太郎』（波多野勤子著、巌松堂東京本社、1978年6月1日）